# Rhipha subflamens
Rhipha subflamens là một loài bướm đêm thuộc phân họ Arctiinae, họ Erebidae.